# Thiago Martins (Fußballspieler, 1995)
Thiago Martins Bueno, oder einfach Thiago Martins (* 17. März 1995 in São João Evangelista, MG), ist ein brasilianischer Fußballspieler.

## Karriere
Thiago Martins erlernte das Fußballspielen in den brasilianischen Jugendmannschaften von Cruzeiro Belo Horizonte, Mogi Mirim EC und Palmeiras São Paulo. Seinen ersten Vertrag unterschrieb er bei Palmeiras São Paulo in São Paulo. Der Vertrag lief bis Ende 2019. Von März 2015 bis Dezember 2015 wurde er an den Paysandu SC nach Belém ausgeliehen. Der EC Bahia aus Salvador lieh ihn von September 2017 bis Dezember 2017 aus. 2013 gewann er mit Palmeiras die Campeonato Brasileiro de Futebol – Série B. Die Campeonato Brasileiro de Futebol gewann er 2016. Im August 2018 wechselte er auf Leihbasis nach Japan. Hier schloss er sich bis Januar 2020 den Yokohama F. Marinos an. Der Verein aus Yokohama spielte in der ersten Liga des Landes, der J1 League. Mit Yokohama wurde er 2019 japanischer Fußballmeister. Nach seiner Ausleihe wurde er von Yokohama im Februar 2020 fest verpflichtet.
Im Februar 2022 wechselte Martins zum New York City FC. Der Kontrakt erhielt eine Laufzeit bis Ende 2025.

## Erfolge
Palmeiras São Paulo
- Campeonato Brasileiro de Futebol – Série B: 2013
- Campeonato Brasileiro de Futebol: 2016

Yokohama F. Marinos
- J1 League: 2019

## Auszeichnungen
- J1 League: 2019 Best XI